# Spin-off (mass media)
Uno spin-off (scritto anche spin off o spinoff, in italiano anche derivato o derivazione) nell'ambito dei mass media è un'opera derivata sviluppata a partire da un'opera principale, tipicamente un prodotto audiovisivo nato da una serie televisiva, un film, un fumetto o un videogioco, che mantiene l'ambientazione dell'opera originaria ma narra storie parallele focalizzando l'attenzione su personaggi diversi, spesso secondari nell'opera di riferimento.
Il termine, traducibile con "derivato" o "derivativo", significa letteralmente "ruotato via, fuori da" e richiama metaforicamente un elemento che si diparte da un corpo principale.

## Definizione
Le serie derivate (o serie costola) vengono ricavate mantenendo l'ambientazione di fondo della serie originaria, prendendo un personaggio secondario o minore e facendone il protagonista della narrazione. Possono non essere esattamente in linea con avvenimenti o elementi della serie originaria e si possono discostare anche per piccoli dettagli seguendo una propria continuità.
Si differenziano nettamente dai seguiti (continuazione della narrazione principale, in ingl. sequel), dagli antefatti (narrazione degli eventi precedenti all'opera principale, in ingl. prequel) e dai rifacimenti (riedizione dell'opera principale, in inglese remake). In alcuni casi le "derivate" ottengono un successo maggiore delle opere originarie.

## Crossover
In alcuni casi, pur non si trattandosi di spin-off, si verificano comunque dei crossover, quando un personaggio di un'opera compare in un'opera successiva. I crossover a volte vengono creati nel tentativo di fornire allo spettatore una chiusura più accettabile di una serie non conclusa. Oppure i produttori reintroducono un personaggio di una vecchia serie in una nuova, in modo da fornire una connessione fra le due opere.